# Victoria Beckham (musikalbum)
Victoria Beckham är Victoria Beckhams debutalbum som släpptes den 1 oktober 2001.

## Låtlista
| Nr  | Titel                       | Låtskrivare                                                                 | Producent(er)                                   | Längd |
| --- | --------------------------- | --------------------------------------------------------------------------- | ----------------------------------------------- | ----- |
| 1.  | "Not Such An Innocent Girl" | Steve Kipner, Andrew Frampton                                               | Steve Kipner                                    | 3:17  |
| 2.  | "A Mind Of Its Own"         | Victoria Beckham, Steve Kipner, Andrew Frampton                             | Steve Kipner                                    | 3:48  |
| 3.  | "That Kind Of Girl"         | Steve Kipner, David Frank, Jack Kugell                                      | David Frank, Steve Kipner & Jack Kugell         | 3:48  |
| 4.  | "Like That"                 | Victoria Beckham, Matt Prime                                                | Matt Prime                                      | 4:01  |
| 5.  | "Girlfriend"                | Victoria Beckham, Harvey Mason JNR, Damon Thomas, Dane Bowers, J. valentine | The Underdogs - Damon Thomas & Harvey Mason JNR | 3:43  |
| 6.  | "Midnight Fantasy"          | Victoria Beckham, J. Aberg, P. Rein                                         | J. Aberg & A. Hansson                           | 3:15  |
| 7.  | "I.O.U"                     | Victoria Beckham, Andrew Frampton, Chris Braide                             | Andrew Frampton                                 | 3:49  |
| 8.  | "No Trix, No Games"         | Victoria Beckham, Steve Kipner, Andrew Frampton                             | Steve Kipner                                    | 3:03  |
| 9.  | "I Wish"                    | Soulshock & Karlin, Peter Biker, E. Wild                                    | Soulshock & Karlin                              | 4:10  |
| 10. | "Watcha Talkin' Bout"       | Victoria Beckham, Soulshock & Karlin, N. Butler                             | Soulshock & Karlin                              | 3:51  |
| 11. | "Unconditional Love"        | Victoria Beckham, Rhett Lawrence                                            | Rhett Lawrence                                  | 3:50  |
| 12. | "Every Part Of Me"          | Victoria Beckham, Soulshock & Karlin, E. Yancey, N. Butler                  | Soulshock & Karlin                              | 5:11  |

### Bonusspår på den japanska utgåvan
1. "Not Such An Innocent Girl (Robbie Rivera's Main Vocal Mix)"
2. "Not Such An Innocent Girl (Sunship Radio Edit)"

### Kinesisk utgåva
1. "Not Such An Innocent Girl" - 3:19 (Steve Kipner - Andrew Frampton)
2. "A Mind of Its Own" - 3:49 (Victoria Beckham - Kipner - Frampton)
3. "Like That" - 4:01 (Matt Prime - Beckham)
4. "Girlfriend" - 3:44 (The Underdogs - Beckham)
5. "Midnight Fantasy" - 3:15 (Anders Hansson  - Johan Åberg   - Beckham)
6. "I.O.U" - 3:49 (Frampton - Beckham)
7. "No Trix, No Games" - 3:04 (Frampton - Beckham)
8. "I Wish" - 4:09 (Soulshock & Karlin, Beckham)
9. "Watcha Talkin' Bout" - 3:52 (Soulshock & Karlin, Beckham)
10. "Unconditional Love" - 3:52 (Rhett Lawrence, Beckham)
11. "Every Part of Me" - 5:13 (Soulshock & Karlin , Beckham)

## Listplaceringar
| Lista                             | Topplacering |
| --------------------------------- | ------------ |
| Australian Hitseekers Album Chart | 20           |
| UK Albums Chart                   | 10           |